# Carlo Rubbia
Carlo Rubbia (Gorica, 31. ožujka 1934.), talijanski fizičar. Doktorirao (1957.) na Sveučilištu u Pisi. Radio na sveučilištima Columbia u New Yorku (od 1958. do 1959.) i Sapienza u Rimu (1960.), od 1961. stalni je istraživač u CERN-u u Ženevi (ravnatelj od 1990. do 1993.), od 1970 profesor na Harvardovu sveučilištu, od 1994. ravnatelj Međunarodnoga centra za teorijsku fiziku u Trstu. Njegova istraživanja atomske jezgre dovela su do identifikacije šestoga tipa kvarka (super teškoga). Sa S. van der Meerom, 1984. je dobio Nobelovu nagradu za fiziku za otkriće novih elementarnih čestica (W-bozona i Z-bozona). Po njem je nazvan asteroid ili planetoid (8398 Rubbia).

## W i Z bozoni
W i Z bozoni su elementarne čestice prijenosnici slabe nuklearne sile, odgovorne za raspade protona u neutrone i obrnuto. Za razliku od ostalih baždarnih bozona, mase mirovanja su mi različite od nule, a iznose 80,4 i 91,2 GeV/c2, što je gotovo 100 puta više od mase protona, zbog čega im je djelovanje ograničeno na atomsku jezgru.

### W-bozon
W-bozon (oznaka W±) je subatomska čestica koja kao prijenosnik temeljne slabe nuklearne sile postoji u dva električki nabijena stanja, u negativnom stanju je čestica, a u pozitivnom stanju je antičestica. Sa Z-bozonom, gluonom i fotonom čini skupinu baždarnih bozona elektroslaboga i jakoga međudjelovanja (jaka nuklearna sila). W-bozoni otkriveni su 1983. u CERN-u u Ženevi, u skladu s predviđanjima modela S. L. Glashowa, S. Weinberga i A. Salama (Nobelova nagrada za fiziku 1979.). Njihova razmjerno velika masa, mW = 80,385 ± 0,015 GeV/c², objašnjava kratkodosežnost i izrazito malu jakost slabe sile pri uobičajenim niskoenergijskim procesima subatomskih čestica.

### Z-bozon
Z-bozon (oznaka Z) je subatomska čestica koja je prijenosnik temeljne slabe sile, električki je neutralna i sama sebi antičestica. S W-bozonom, gluonom i fotonom čini baždarne bozone elektroslaboga i jakoga međudjelovanja. Z-bozoni otkriveni su 1983. u CERN-u u Ženevi, u skladu s predviđanjima modela S. L. Glashowa, S. Weinberga i A. Salama (Nobelova nagrada za fiziku 1979.). Njihova razmjerno velika masa, mZ = 91,1875 ± 0,0021 GeV/c², objašnjava kratkodosežnost i izrazito malu jakost slabe sile pri uobičajenim niskoenergijskim procesima subatomskih čestica.